# Muricoprocola
Muricoprocola es un género de bacterias de la familia Lachnospiraceae. Actualmente sólo contiene una especie: Muricoprocola aceti. Fue descrita en el año 2022. Su etimología hace referencia a heces de ratón. El nombre de la especie hace referencia a vinagre. Se ha aislado de heces humanas y se ha detectado en el intestino de ratón. Produce acetato y propionato. Tiene un contenido de G+C de 43%. 